# AviSynth

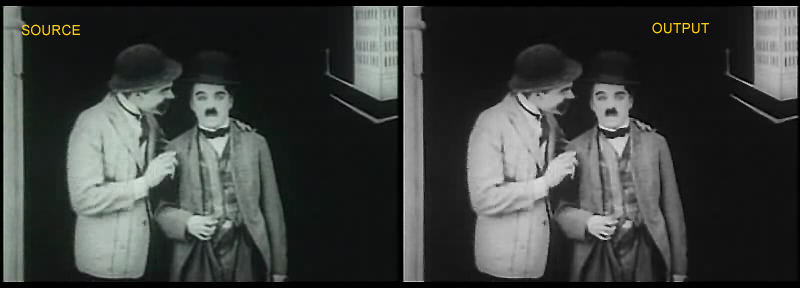
AVISynth

AVISynth é um programa frameserver para Microsoft Windows, desenvolvido por Ben Rudiak-Gould, Edwin van Eggelen, Klaus Post, Richard Berg, Ian Brabham e outros. É um software livre sob a licença GNU GPL.

## Editor de video por scripts
O AVISynth é um editor de vídeo não-linear controlado por scripts (não possui GUI). Situa-se como um intermediário entre uma fonte de vídeo digital (tal como um arquivo AVI ou MPEG) e um decodificador VFW que normalmente é um tocador de mídia, um software de edição de vídeo ou um encoder.
Comunica-se com qualquer programa que suporte arquivos AVI através do VFW agindo como arquivo AVI falso. É possível aplicar uma infinidade de edições e filtros. Dentre os filtros, incluem-se: corte, recorte, desentrelaçamento, redução de ruído, correção de cores, e muitas outras coisas.
Por exemplo, o arquivo myAvi.avs — um simples arquivo de texto salvo com a extensão .avs — contém o seguinte texto:
```
AviSource("myAvi.avi")
Crop(0, 0, 320, 240)
Blur(0.1)
```

O arquivo com o script pode ser aberto em muitos dos tocadores de mídia existentes (ex.: Windows Media Player). O programa vai tocar um arquivo de vídeo myAvi.avi, na resolução 320x240 pixels. Os comandos do script são executados na sequência determinada; no caso do exemplo acima, primeiro o corte e depois o desfoque da imagem.